# OSCAR 5
OSCAR 5 (ang.Orbiting Satellite Carrying Amateur Radio) (lub Australis) – australijski, amatorski sztuczny satelita Ziemi, piąty w historii po OSCAR 4.
23 stycznia 1970 satelita OSCAR 5 został wyniesiony przez rakietę Delta-N6 z bazy lotniczej Vandenberg. OSCAR 5 został umieszczony jako ładunek dodatkowy na rakiecie Delta-N6, wraz z satelitą meteorologicznym TIROS-M. Rakieta i ładunek należały do Sił Powietrznych Stanów Zjednoczonych. 
OSCAR 5 z orbity wysyłał dane telemetryczne poprzez dwa nadajniki radiolatarni. Pasywna stabilizacja satelity była wykonywana poprzez przenoszenie dwóch magnesów prętowych. Przesyłane dane telemetryczne zawierały: stan baterii, temperaturę satelity, reakcje czujników położenia i prędkości obrotowej. Dane były przesyłane na częstotliwości 144,050 MHz  (pasmo 2 metrów, moc 50W) oraz na częstotliwości   29,450 MHz  (pasmo10 metrów, nadajnik o mocy 250 mW).
Radioamatorzy na całym świecie odebrali kilka tysięcy transmisji z tego satelity, Uniwersytet w Melbourne otrzymał raporty od ponad 200 stacji radioamatorskich z 27 krajów. W czasie aktywności satelity dane telemetryczne  były przesyłane przez 23 dni w pasmie 2m oraz 46 dni w paśmie 10m. Satelita ten pomimo że nie jest aktywny nie uległ deorbitacji, w 2020 roku nadal pozostawał na swojej orbicie. 
- Heweliusz (satelita)
- OSCAR 1
- OSCAR 3
- OSCAR 4
- OSCAR 50